# 이승현 (1958년)
이승현(1958년 1월 20일 ~ )은 대한민국의 가수 겸 작사가이다. 한때 뮤지컬배우로도 활약하였다.

## 생애
1976년 언더그라운드 라이브 클럽에서 록 음악 가수 첫 데뷔를 하였고 1981년 뮤지컬 《살짜기 옵서예》를 통하여 뮤지컬배우로도 데뷔하였으며 이후 그룹 사운드 싱어와 뮤지컬배우 활동하다가 2001년 늦깎이 솔로 음반을 발표하였다.
솔로 히트곡으로는 《잃어버린 세월》, 《잊었다고 생각했는데》 등이 있다.

## 출연작

### 뮤지컬
- 1981년 《살짜기 옵서예》

## 디스코그래피

### 솔로 음반
- 2001년 《이승현 솔로 싱글 음반》
- 2004년 《이승현 1집》
- 2007년 《이승현 2집》
- 2013년 《이승현 2집》